# Diatretna čaša
Diatretna čaša (iz diatretum; množina diatreta; angleško cage cup iz cage = kletka) ali mrežasta čaša je vrsta luksuznega pozno rimskega stekla, ki ga najdemo iz približno 4. stoletja in »vrhunec rimskih dosežkov pri obdelavi stekla«. ("New Scientist" ) Diatreta je sestavljena iz notranje čaše in zunanje kletke ali lupinaste dekoracije, ki izstopa iz telesa skodelice, na katero je pritrjena s kratkimi stebli ali kraki. Ohranjeno je približno petdeset čaš ali, bolj pogosto, fragmentov ("Bonhams": The Constable-Maxwell Cage-Cup) in le nekaj jih je v skoraj popolnem stanju. Večina ima mrežico s krožnimi geometrijskimi vzorci, pogosto z »napisom« ali s črkami nad črto, ki sega tudi v mrežasto območje. Nekatere imajo prirobnico ali območje projiciranega krogovičja nad spodnjimi vzorci in pod črkami (prikazana je samo v galeriji v Kölnu).
Še redkejši so primeri s prizori s figurami, od katerih je Likurgova čaša v Britanskem muzeju edini popoln ohranjen primer, čeprav obstajajo tudi drugi fragmenti. V tem preostanku "kletke" je trta, ki zajame Likurga. Nihče nima nog. Vse je bilo očitno težko narediti in nedvomno zelo drago, kot druga spektakularna vrsta luksuznega rimskega stekla, predmeti iz stekla, kot je Portlandska vaza. Tehnologija, ki se je uporabljala za izdelavo in način njihove uporabe so še vedno predmet nekaterih razprav med strokovnjaki.

## Tehnologija
Diatretne čaše, diatreta, so omenjene v rimski literaturi  in datumi dodeljeni primerom (ki niso nujno isti ljudje), so od sredine 3. do sredine 4. stoletja , istočasno kot pozno rimske steklene posode - kameje. Zdi se, da so izdelane iz podobnega stekla in da obstajajo tudi dokazi, da so bile nekatere pozne posode kombinacija tehnike kameje in mrežice . Glavna delitev je med čašami in figurami, ne glede na to ali jih spremljajo mrežasti vzorci in tisti brez njih. Nekatere imajo napise in prirobnice z robom; druge ne. Večina ima ozko obliko čaše, druge pa so širše kot skleda.
Od prve objave na to temo leta 1680 je bilo večinoma sprejeto, da so bile diatretne čaše izdelane z rezanjem in brušenjem prazne posode iz trdnega debelega stekla, zahtevno tehniko, pri kateri so bili Grki in Rimljani zelo izkušeni iz svoje prakse z graviranjem trdih kamnov in izdelave gem v poldragih kamnih. Neka alternativna teorija, ki je bila nekoč zavrnjena, vendar je pred kratkim oživela, kaže, da to velja le za obod posod in rezanje fiksne mrežice, ne pa za povezovanje čaše in njene mrežice; to bi bilo narejeni ločeno in združeno, ko bi bilo vroče . Na primer, trdi se, da gladki spoji na münchenski čaši kažejo zlitje mrežice na glavno čašo, čeprav je ta izklesana. Ti gladki spoji kažejo tudi zgoraj omenjene čaše v Kölnu in Pljevljih. Vendar je to še vedno sporno in košček, najden v Korintu v 1960-ih letih, naj ne bi kazal nobenih dokazov o sklepih, kjer se mrežica sreča z glavno čašo, ko jo pregledamo pod mikroskopom.
Poleg izrezljanih gem je majhen del odprtega vzorca v mrežastem srebru preživel v velikem kosu rimskega srebra, razsekanega v 5. stoletju kot plemenito kovino in pokopan na Škotskem pri kraju Trapain Law, zdaj v kraljevem muzeju na Škotskem. Fragment prikazuje vzorec, ki temelji na krogih, ki je zelo podoben stekleni diatreti, kar nakazuje, da je bil isti slog uporabljen v srebrni plošči, čeprav je prišel prvi, ni znan. 
Nekateri primeri dodajajo težave proizvodnemu procesu z uporabo različnih barv na mrežici, kot sta milanska in kölnska čaša, večina pa je iz navadnega stekla, tako kot v Münchnu in Corningu. Za posebno tehnologijo dikroizemskega stekla, ki spremeni barvo, ko skozenj prehaja svetloba, si oglejte članek o najboljšem primeru Likurgove čaše.

## Funkcija
Razpravlja se o funkciji mrežice. Napisi močno nakazujejo, da so bile čaše, ki bi jih lahko uporabili, morda celo nosili naokoli, za slavnostno pitje ob praznikih, vendar je bilo predlagano, da oblika obrnjenega roba čaš in manjkajoča noga vseh znanih čaš pomeni, da vse diatrete niso bile podobne primeru v Corningovem muzeju stekla, ki je bila skoraj zagotovo oljna svetilka zasnovana tako, da jo je bilo mogoče vstaviti. Corningova čaša je bila zagotovo namenjena za suspenzijo, saj so z njo našli pribor za bakrene zlitine; pod obročem je okrogel trak in trije deli, ki so del verige in del palice, ki vodi do obroča in enojna palica, in različne čaše za tri pritrditve [11], zelo podobne košari za obešanje v sodobnih vrtovih in ureditev, za katero so vedeli, da so jo Rimljani uporabljali za svetilke. [12] Družabna posvetila, ki so jih našli na več primerih, so vzporedno na mnogih rimskih zlatih steklenih čašah, ki so bile večinoma najedene v Rimu.
Likurgova čaša nima obrnjenega platišča, lahko pa je bila spremenjen ali opremljena s kovinskim platiščem, kakršnega ima danes. Tako kot Constable-Maxwellova čaša je Corningova precej širša od drugih dobro znanih primerov, oblikovana bolj kot skleda kot čaša, čeprav je poleg pomanjkanja napisa, drugače zelo podobna ožjim čašam. Čaše zato verjetno tvorijo dve skupini: skledam podobne oblike skupine svetilk brez napisov in skupina v obliki čaše za pitje z napisom. [13] Čaše za pitje z zaobljenim dnom, ki spodbujajo hitrejšo porabo, ker jih je treba bodisi držati ali postaviti na rob (in prazne) na površino, kot je miza, so znani iz različnih kultur, na primer z modernim Yard čašami in drugimi vrstami. 

## Izvor
Dekorativno rimsko steklo najvišje kakovosti se običajno pripisuje Rimu ali Aleksandriji, ki se omenja kot vir preoblikovanega stekla s satirikom Marcijalom in drugimi viri iz 1. stoletja, večina najdb diatrete pa iz rimskih lokacij vzdolž Rena ali blizu njega, kar nakazuje, da je bilo proizvedeno na tem območju, morda v Augusti Treverorumu, sodobnem Trierju, največjem mestu rimske Nemčije, ki je bilo dolga leta glavno prebivališče Konstantina I., ki sovpada z obdobjem, ko se zdi, da so bile čaše narejene . Colonia Claudia Ara Agrippinensium, sodobni Köln, je še ena možnost . Vendar pa je bilo nekaj novejših odkritij, vključno z znanima Corning in Constable-Maxwell čašama iz vzhodnega cesarstva, zato sta morda obstajali dve središči proizvodnje.

## Primeri
Primeri predstavljajo večino najbolj ohranjenih čaš. V obliki čaše:
- Kölnska čaša v Rimsko-germanskem muzeju v Kölnu. Grške črke se glasijo: ΠΙΕ ΙCΑΙC ΚΑΛѠC ΑΕΙ = ΠΙΕ ΖΗΣΑΙΣ ΚΑΛΩΣ ΑΕΙ = pit zesais kalos aei = 'Pijte, živite dobro za vedno'. Arheologom je to nekoliko zmedeno, saj so ostali grobni predmeti, najdeni v istem grobu, bili zelo vsakdanji.  Arhivirano 2016-03-03 na Wayback Machine.
- Coppa diatreta Trivulzio v arheološkem muzeju v Milanu, edini primer brez kakršne koli poškodbe. Napis se glasi: BIBE VIVAS MULTIS ANNIS: 'Pijte in boste živeli na mnoga leta'. To je 4. stoletje, najdeno v 17. stoletju v sarkofagu v Castellazzo Novarese (Novara), ki ga je v 18. stoletju pridobil opat Trivulzio, leta 1935 pa mesto Milano. [8]
- Münchenska čaša v Staatliche Antikensammlungen München, najdena v Kölnu, tudi napis "Bibe multis annis", okrajšava za BIBE VIVAS MULTIS ANNIS
- Likurguova čaša; brez napisa, vendar je steklo dikroizemska, spreminja barvo, ko je prižgana svetloba od zadaj. Izvor je neznan, vendar je bila verjetno vedno nad zemljo. Je bistveno večja od geometrijskih čaš, z višino 158,8 mm.
- Daruvarski "Netzbecher" na Dunaju, najden leta 1785 v Daruvarju na Hrvaškem in zdaj v Kunsthistorisches Museum, Čaša je bila visoka 9,5 cm in v kosih, veliko manjka. črke FAVENTIBUS, izraz sreče (morda kratica za Faventibus ventis – 'z ugodnimi vetrovi', skupni izraz). [9]
- Renski deželni muzej, Trier, najdena leta 1950 v sarkofagu na Piesport-Niederemmel, visoka 18 cm in prostornine 1,5 litra. [10]
- Diatretna čaša iz Pljevelj, najdena leta 1975 v Komini/Kominah v bližini mesta Pljevlja v Črni gori; 4. stoletje z jasnim telesom in modro mrežico ter napisom okrog roba: VIVAS PAN [H] ELLENI BONA M [emoria] ('Živi, Panhellenius, v dobrem [spominu]'). Je v muzeju v Pljevljih. [11]
- Delčki vaze diatretum, izkopani v Serdici (Sofija) leta 2001 v rimskem sarkofagu s konca 4. stoletja.
- figurativna skodelica, ki očitno prikazuje Faros iz Aleksandrije, najdena v zakladu v Bagramu, v bližini Kabula v Afganistanu.
- fragment, izkopan leta 2009 pri domus dei Putti danzanti (vila plesočih putov) v Ogleju. [12]

Oblika sklede:
- Corningova diatretna čaša, v Corningovem muzeju stekla, Corning, New York, širša skleda kot prejšnji primeri, 7,4 cm visoka, 12,2 cm široka. Vsekakor namenjen za suspenzijo, saj so z njo našli pribor iz bakrenih zlitin, kot je opisano zgoraj. [13]
- Constable-Maxwellova čaša, širok primer, kot je Corningova skodelica, visoka 10 cm, široka 18,2 cm. Je še vedno v zasebni zbirki, prodana leta 1979 za c. 1,2 milijona ameriških dolarjev britanskemu železniškemu pokojninskemu skladu, nato leta 1997 za 2.311.000 funtov [14] in ponovno leta 2004 za 2.646.650 funtov, kar je svetovni rekord za kos rimskega stekla.
- Posoda Hohen-Sülzen, najbolj dragocena od šestih kozarcev, najdenih leta 1869 v dveh rimskih sarkofagih. Razen Dionizove steklenice v deželnem muzeju Mainz, so vsi pogrešani od leta 1945. [15]

- Kölnska čaša, 12 cm visoka
- Fragmenti najdeni v Tuniziji, prvi iz Severne Afrike
- Münchenska čaša
- Likurgova čaša od spredaj

## Historiografija
O skupini se je do 1950-ih let zelo malo pogovarjalo. Leta 1950 je Victor, lord Rothschildski, zaprosil Britanski muzej, da razišče njegov Likurgov pokal, ki ga je leta 1958 prodal muzeju. Leta 1959 sta Donald Harden in Jocelyn Toynbee objavila podroben opis pokala, ko sta tudi prvič razpravljala o diatreti kot skupini. Velika razstava leta 1987, Steklo cezarjev, ki jo je organiziral Muzej stekla Corning in je bila predstavljena v Britanskem muzeju, Kölnu in Milanu, je združila več znanih primerov, njen katalog, ki ga je uredil Harden, pa ostaja ključno delo. Sodobne replike čaš so bile izdelane večkrat, deloma za testiranje hipotez metode. Domnevno zgodnji nemški primer, izdelan leta 1906, je bil napolnjen s praznično pijačo šampanjca in se nato zlomil ob robu, ko je izdelovalec začel piti.